# Сент-Гедвіг (Техас)
Сент-Гедвіг (англ. St. Hedwig) — місто (англ. town) в США, в окрузі Беар штату Техас. Населення — 2227 осіб (2020).

## Географія
Сент-Гедвіг розташований за координатами 29°25′13″ пн. ш. 98°12′25″ зх. д. / 29.42028° пн. ш. 98.20694° зх. д. (29.420216, -98.206971).  За даними Бюро перепису населення США в 2010 році місто мало площу 77,45 км², з яких 76,76 км² — суходіл та 0,69 км² — водойми.

## Демографія
Згідно з переписом 2010 року, у місті мешкали 2094 особи в 781 домогосподарстві у складі 622 родин. Густота населення становила 27 осіб/км².  Було 836 помешкань (11/км²).
Расовий склад населення:
| - 91,9 % — білих - 2,7 % — чорних або афроамериканців - 0,2 % — корінних американців - 0,1 % — вихідців з тихоокеанських островів - 0,1 % — азіатів - 2,8 % — осіб інших рас |

До двох чи більше рас належало 2,1 %. Частка іспаномовних становила 14,9 % від усіх жителів.
За віковим діапазоном населення розподілялося таким чином: 21,7 % — особи молодші 18 років, 63,4 % — особи у віці 18—64 років, 14,9 % — особи у віці 65 років та старші. Медіана віку мешканця становила 45,3 року. На 100 осіб жіночої статі у місті припадало 101,2 чоловіків;  на 100 жінок у віці від 18 років та старших — 97,8 чоловіків також старших 18 років.
Середній дохід на одне домашнє господарство  становив 81 822 долари США (медіана — 72 574), а середній дохід на одну сім'ю — 86 687 доларів (медіана — 79 028). Медіана доходів становила 48 533 долари для чоловіків та 45 096 доларів для жінок. За межею бідності перебувало 3,9 % осіб, у тому числі 3,1 % дітей у віці до 18 років та 5,9 % осіб у віці 65 років та старших.
Цивільне працевлаштоване населення становило 1121 особа. Основні галузі зайнятості: освіта, охорона здоров'я та соціальна допомога — 20,7 %, публічна адміністрація — 12,8 %, виробництво — 12,7 %.